# Zara Larsson
Zara Maria Larsson (Solna, 16 de desembre de 1997) és una cantant i compositora sueca. Va aconseguir la fama al seu país natal després de la publicació en 2013 de «Uncover», que va ser tot un èxit en la llista de senzills i va aconseguir excel·lents vendes, igual que el seu àlbum debut 1, llançat un any més tard. Va aconseguir reconeixement internacional en 2015, quan va publicar «Lush Life» i «Never Forget You», que van ingressar entre les deu primeres posicions en la majoria de les llistes d'èxits a Europa i Oceania.